# Kinodias
Kinodias sind analog oder digital belichtete Positivfilme (fotografischer Film), welche zu Werbezwecken in Kinos vorgeführt werden.

## Diabelichtung
Da Kinodias praktisch immer auch Text im Bild enthalten und die Vorlagen heute natürlich am Computer erstellt werden, ist für die digitale Ausbelichtung ein spezielles Gerät nötig (der Diabelichter). Ein Diabelichter arbeitet vom Funktionsprinzip her ähnlich wie ein Diascanner, geht dabei aber den umgekehrten Weg. Statt ein vorhandenes Dia oder Negativ zeilenweise abzutasten, wird beim Diabelichter die vom Computer gelieferte Bilddatei zeilenweise auf den Film ausbelichtet.
Diascanner und Diabelichter haben die sehr hohe Auflösung gemeinsam. Beim Kleinbild-Diabelichter sind 4096 Linien auf die Langseite des 24-x-36-mm-Dias üblich. Für besonders hohe Ansprüche gibt es auch Belichter mit doppelt so hoher Auflösung, was rechnerisch einer Digitalkamera mit 45 Millionen Pixeln entsprechen würde. Durch den schnellen Vormarsch der Beamer ist der Markt für Hersteller nicht mehr interessant. Trotz sehr hoher Bildqualität sind Diabelichter nur noch als Gebrauchtgeräte zu bekommen.

## Formate
Es gibt 5 × 5- (auch Mini-Scope) und SCOPE-Kinodias. Die Außenmaße von Mini-Scope-Kinodias entsprechen den herkömmlichen Kleinbilddias und messen mit Glasrahmung 50 × 50 mm. SCOPE-Kinodias sind Mittelformatdiapositive, welche mit Glasrahmung ein Außenmaß von 85 × 85 mm haben.

## Präsentation
In der Schweiz beträgt die Zeigedauer eines Kinodias 7 Sekunden. Kinodias werden allmählich von der digitalen Kinowerbung verdrängt. Neue Produkte stellen dabei Cine-Pictures (Standbilder mit oder ohne Vertonung) oder Cine-Motions (mit Realfilm bewegte, animierte Kurzwerbefilme mit einer Spieldauer von 10 oder 15 Sekunden).